# 646
Évszázadok: 6. század – 7. század – 8. század
Évtizedek: 590-es évek – 600-as évek – 610-es évek – 620-as évek – 630-as évek – 640-es évek – 650-es évek – 660-as évek – 670-es évek – 680-as évek – 690-es évek
Évek: 641 – 642 – 643 – 644 –  645 – 646 – 647 – 648 – 649 – 650 – 651

## Események

### Rasidún Kalifátus
- Az arabok visszafoglalják Alexandriát, amelyet a bizánciak az előző évben kerítettek hatalmukba egy meglepetésszerű támadással.
- Oszmán kalifa gyanakszik, hogy az Egyiptomot meghódító, majd kormányzójává kinevezett Amr ibn al-Ász függetlenedni akar, ezért elveszi tőle a gazdasági ügyek felügyeletét, majd végleg leváltja, helyére Abdalláh ibn Szaad kerül.
- Oszmán kikötőt építtet Dzsiddában, hogy a mekkai zarándokok könnyebben megközelíthessék a szent várost.

### Bizánci Birodalom
- Grégoriosz, az Afrikai Exarchátus kormányzója fellázad, arra hivatkozva, hogy Konstantinápoly képtelen megvédeni őket a muszlim hódítástól.

### Kína
- A kínai vazallus nomád Hszüejento állam kánja, Pacso kihasználva Taj-cung császár koreai lekötöttségét, fosztogató portyákat indít a határvidékre. A császár megtorló hadjáratot indít ellene, mire Pacsu ujgur vazallusai fellázadnak és megölik a kánt. A kínaiak legyőzik és felszámolják Hszüejento államát, Pacso utódját, Tomocsit pedig fogolyként a kínai fővárosba, Csanganba szállítják.

## Születések
- Gudula, flamand szent

## Halálozások
- Szent Gál, ír hittéritő

## Fordítás
- Ez a szócikk részben vagy egészben  a(z)   646 című angol Wikipédia-szócikk ezen változatának fordításán alapul.  Az eredeti cikk szerkesztőit annak laptörténete sorolja fel. Ez a jelzés csupán a megfogalmazás eredetét és a szerzői jogokat jelzi, nem szolgál a cikkben szereplő információk forrásmegjelöléseként.